# Wachtberg (Niemcy)
Wachtberg – gmina w Niemczech, w kraju związkowym Nadrenia Północna-Westfalia, w rejencji Kolonia, w powiecie Rhein-Sieg-Kreis. W 2010 liczyła 20 202 mieszkańców.